# Accuracy International
Accuracy International é um especialista e mundialmente famosa fabricante britânica de arma de fogo baseado em Portsmouth, Hampshire, Inglaterra, e mais conhecido por produzir a série de Fuzis de precisão conhecida como "Accuracy International Arctic Warfare". 

## Visão geral
A empresa foi criada em 1978 pelos vencedores Olímpicos britânicos de medalhas de ouro Malcolm Cooper, MBE (1947–2001), Sarah Cooper, Martin Kay e os designers de armas, Dave Walls e Dave Caig. Todos eram altamente qualificados internacionalmente ou nacionalmente como competidores de tiro ao alvo. O rifle de precisão (sniper rifle da Accuracy Internacional está em uso com muitas unidades militares e departamentos de polícia em todo o mundo.
A Accuracy Internacional entrou em liquidação em 2005 e foi comprada por um consórcio britânico, incluindo a equipe de design original de Dave Walls e Dave Caig.

## Administração
A empresa é atualmente (2014) de propriedade de dois diretores, Dave Walls e Tom Irwin junto com Paul Bagshaw. Dave Caig permanece no negócio como consultor.

## Carregador estilo AICS
O carregador de caixa no "estilo AICS" ganhou ampla aceitação como um padrão de fato para rifles por ação de ferrolho. O carregador AICS foi originalmente fabricado para o Accuracy International Chassis System, mas agora pode ser encontrada em vários rifles de produção, como o SIG Sauer CROSS, o Ruger Gunsite Scout, Ruger Precision Rifle, alguns Ruger American Rifle e alguns novos modelos de produção da Remington (modelo 700 PCR, 700 Tactical Chassis 700 Magpul e 700 Magpul Enhanced.). Carregadores estilo AICS também podem ser encontradas em muitos rifles personalizados, e kits de conversão pós-venda (conhecidos como "bottom metal") estão disponíveis para vários modelos de rifle diferentes e são feitos por vários fabricantes diferentes. Muitos kits de conversão requerem montagem ("embutida") por um armeiro.
Além da Accuracy International, agora existem muitos fabricantes de pós-venda oferecendo carregadores no estilo AICS, como a Magpul, e a Modular Driven Technologies (MDT).
Exemplos de outros designs de carregadores populares diferentes no estilo AICS incluem o carregador STANAG (para cartuchos de comprimento OTAN de 5,56×45 mm) e o carregador de padrões SR-25 (para cartuchos de comprimento OTAN de 7,62×51 mm).